# السحيل القبلي (سيئون)
'

تعديل مصدري - تعديل

السحيل القبلي هي إحدى قرى عزلة سيئون بمديرية سيئون التابعة لمحافظة حضرموت، بلغ تعداد سكانها 1635 نسمة حسب تعداد اليمن لعام 2004.